# Rodi Garganico
Rodi Garganico város Olaszország Puglia régiójában.

## Fekvése
A Gargano-félsziget északi partján fekszik.

## Története
Az i.e. 8 században krétai hajósok alapították. A rómaiak Uria néven ismerték. A védőfalakat a középkorban emelték. Nemesi családok birtoka volt a 19. század elejéig, amikor a Nápolyi Királyságban felszámolták a feudalizmust. Fontos kereskedelmi kikötő volt. 

## Népessége
A népesség számának alakulása:

## Főbb látnivalói
- a bizánci stílusban épült San Nicola di Mira-templom
- az egykori kikötő és vár romjai